# Eolasiodiscus
Eolasiodiscus es un género de foraminífero bentónico de la familia Lasiodiscidae, de la superfamilia Archaediscoidea, del suborden Fusulinina y del orden Fusulinida. Su especie tipo es Eolasiodiscus donbassicus. Su rango cronoestratigráfico abarca el Carbonífero medio y superior.

## Discusión
Algunas clasificaciones más recientes incluyen Eolasiodiscus en la superfamilia Lasiodiscoidea, del suborden Archaediscina, del orden Archaediscida, de la Subclase Afusulinana y de la clase Fusulinata.

## Clasificación
Eolasiodiscus incluye a las siguientes especies:
- Eolasiodiscus complaniformis †
- Eolasiodiscus delicatus †
- Eolasiodiscus donbassicus †
- Eolasiodiscus facetus †
- Eolasiodiscus grandis †
- Eolasiodiscus medius †
- Eolasiodiscus modificatus †
- Eolasiodiscus nanus †
- Eolasiodiscus parallelus †
- Eolasiodiscus xintanensis †
- Eolasiodiscus zhurihensis †